# Amedeo Alpi
Amedeo Alpi (Grosseto, 7 ottobre 1941) è un agronomo italiano, docente di Fisiologia vegetale presso l'Università di Pisa.

## Biografia
Dopo la laurea in Scienze Agrarie presso Università di Pisa, vi ottenne poi la libera docenza in Orticoltura e Floricoltura. Nel 1975 è stato Commissario del Laboratorio Virus e Biosintesi del Consiglio Nazionale delle Ricerche a Milano e fino al 1981 anche membro del Consiglio scientifico. Dal 1985 al 1989 è stato presidente della Società italiana di Fisiologia vegetale (SIFV).

## Altri incarichi
- Dal 1989 delegato nazionale presso la Federation of European Societies of Plant Biology (FESPB).
- Dal 1992 al 1996 presidente europeo della FESPB.
- Dal 1989 al 2000 presidente del Comitato Scientifico del Parco di Migliarino, San Rossore, Massaciuccoli della Regione Toscana.
- Dal 1991 al 1997 membro del consiglio scientifico dell'Istituto di Mutagenesi e Differenziamento del CNR di Pisa.
- Dal 1992 al 2003 membro del Comitato italiano del International Geosphere Biosphere Programme (IGPB).
- Nel 1995 Presidente del Consiglio scientifico per l'Orticoltura Industriale del CNR di Bari.
- Dal 1998 al 1999 Commissario dell'Istituto di Mutagenesi e differenziamento del CNR di Pisa.
- Dal 1995 al 2003 Preside della Facoltà di Agraria dell'Università di Pisa.
- Dal 1997 al 2011 Membro del comitato MIUR per la valutazione dei progetti di collaborazione scientifica tra Italia e Spagna.
- 1994 Membro dell'Accademia dei Georgofili di Firenze.
- 1997 Membro dell'Accademia Nazionale dell'Agricoltura di Bologna.
- 2001 Membro dell'Accademia Nazionale delle Scienze detta dei XL.
- 2004 Ordine del Cherubino, conferito dall'Università di Pisa.

## Ricerca Scientifica
- Proteomica nelle piante, finalizzata all'individuazione di proteine con ruoli fondamentali nella risposta allo stress da basse temperature
- Proteomica per la caratterizzazione varietale
- Biologia molecolare nella trasduzione del segnale ormonale
- Aspetti fisiologici della fitodepurazione
- Biochimica dell'adattamento allo stress anossico
- Compartimentazione metabolica nella cellula vegetale

| Controllo di autorità | VIAF (EN) 87830972 · ISNI (EN) 0000 0000 6640 2257 · SBN CFIV001987 · ORCID (EN) 0000-0002-8770-8516 · GND (DE) 1132731860 · BNE (ES) XX913419 (data) · CONOR.SI (SL) 43466595 |